# Ефремово (Мошенской район)
Ефремово — деревня в Мошенском районе Новгородской области России. Входит в состав Долговского сельского поселения.

## География
Деревня расположена в центральной части района; в 40 километрах к юго-востоку от села Мошенское и в 5 километрах к юго-востоку от деревни Долгое. Находится на берегу реки Шадомля. Ближайший населённый пункт — деревня Выставка.
В деревне имеется 7 (8) домов.

## История
На трёхвёрстной топографической карте Фёдора Шуберта, изданной в 1879 году, обозначена деревня Ефремова. Имела 12 дворов.
До революции деревня входила в состав Долговской волости Боровичского уезда Новгородской губернии. По состоянию на 1911 год в Ефремове имелось 18 дворов и 36 жилых строений; число населения составляло 124 человека. Основным занятием местного населения было земледелие. В деревне имелся магазин.

## Население
| 2010 |
| ---- |
| 3    |

По данным переписи 2002 года, население деревни составлял 1 человек.
Согласно результатам переписи 2002 года, в национальной структуре населения русские составляли 100 % от жителей.